# Репаратор
Репаратор (лат. Reparo, Reparator или Rederator, досл.: «обновитель») — древнеримское божество.
Его культ в римской религии был связан с подготовкой, пахотой залежных земель для сельскохозяйственных культур.
Репаратор, бог с узкой специализацией, был одним из 12 помощников древнеримской богини урожая и плодородия Цереры. Его имя упоминалось во время цереалий вместе с другими 11 помощниками богини Цереры. Среди других помощников Цереры — Веруактор (ведающий пропашкой), Иппорциатор (создающий борозды) и другие.